# Vanduser (Missouri)
Vanduser est un village situé à l'ouest du comté de Scott, dans le Missouri, aux États-Unis,. Il est fondé en 1895 et incorporé en 1903.

## Démographie
Lors du recensement de 2010, le village comptait une population de 267 habitants. Elle est estimée, en 2016, à 272 habitants.

### Source de la traduction
- (en) Cet article est partiellement ou en totalité issu de l’article de Wikipédia en anglais intitulé « Vanduser, Missouri » (voir la liste des auteurs).